# AT&T T-10
O AT&T T-10 (anteriormente chamado de DirecTV-10) é um satélite de comunicação geoestacionário construído pela Boeing, ele está localizado na posição orbital de 102,8 graus de longitude oeste e foi operado inicialmente pela DirecTV e posteriormente pela AT&T. O satélite foi baseado na plataforma BSS-702 e sua expectativa de vida útil era de 15 anos.

## Lançamento
O satélite foi lançado com sucesso ao espaço no dia 7 de julho de 2007, às 01:16 UTC, por meio de um veículo Proton-M/Briz-M, a partir do Cosmódromo de Baikonur no Cazaquistão. Ele tinha uma massa de lançamento de 5.893 kg.

## Capacidade e cobertura
O AT&T T-10 está equipado com 32 (mais 12 de reserva) transponders em banda Ka, 55 (mais 15 de reserva) transponders em banda Ka Spot-Beam para proporcionar a HDTV para território continental dos Estados Unidos.